# Battlecry
Battlecry – ósmy album studyjny amerykańskiej wytwórni Two Steps from Hell, wydany 28 kwietnia 2015.

## Lista utworów
Źródło: CD Baby
| Nr  | Tytuł                        | Długość |
| --- | ---------------------------- | ------- |
| 1.  | „None Shall Live”            | 2:20    |
| 2.  | „Stormkeeper”                | 2:55    |
| 3.  | „Victory”                    | 5:20    |
| 4.  | „Wolf King”                  | 4:15    |
| 5.  | „Rise Above”                 | 3:43    |
| 6.  | „Spellcaster”                | 3:02    |
| 7.  | „Never Back Down”            | 2:56    |
| 8.  | „Red Tower”                  | 3:09    |
| 9.  | „Cannon in D Minor”          | 3:04    |
| 10. | „Blackout”                   | 3:46    |
| 11. | „Stronger Faster Braver”     | 4:38    |
| 12. | „Battleborne”                | 4:59    |
| 13. | „Last of the Light”          | 2:54    |
| 14. | „Ultraground”                | 3:11    |
| 15. | „Release Me”                 | 4:03    |
| 16. | „Freedom Ship”               | 3:23    |
| 17. | „Amaria”                     | 3:15    |
| 18. | „Flight of the Silverbird”   | 3:22    |
| 19. | „Outpost”                    | 2:58    |
| 20. | „Unforgiven”                 | 4:10    |
| 21. | „Across the Blood Water”     | 3:33    |
| 22. | „No Honor in Blood”          | 3:08    |
| 23. | „Sariel”                     | 2:49    |
| 24. | „Star Sky”                   | 5:31    |
| 25. | „Battleborne” (Instrumental) | 4:59    |
| 26. | „Star Sky” (Instrumental)    | 5:35    |

## Notowania na listach przebojów
| Kraj              | Lista (2014)        | Najwyższa pozycja |
| ----------------- | ------------------- | ----------------- |
| Belgia (Walonia)  | Ultratop 200 Albums | 123               |
| Belgia (Flandria) | Ultratop 200 Albums | 123               |
| Stany Zjednoczone | Billboard 200       | 183               |